# Marie z Ponthieu
Marie z Ponthieu (francouzsky Marie de Ponthieu, 1199? – 1250) byla hraběnka z Ponthieu a Aumale.

## Život
Narodila se jako dcera hraběte Viléma Talvase a Adély, dcery francouzského krále Ludvíka VII. a bývalé snoubenky Richarda Lví srdce. Z matčiny strany tak byla neteří krále Filipa Augusta, což předznamenalo její osud. Král ji na důkaz své přízně roku 1208 provdal za Šimona z Dammartinu, mladšího bratra svého přítele a spojence Renauda z Dammartinu. V následujících letech Mariin manžel společně s bratrem změnil politický kurz, což je přivedlo až na bojiště u Bouvines. Šimonovi se po prohrané bitvě podařilo utéct a odešel do exilu.
Jeho majetek společně s Renaudovým král zabavil. Po smrti Viléma Talvase v roce 1221 rozšířil král anexi i na hrabství Ponthieu. Hrabství se posléze za cenu četných ústupků podařilo zachránit. Jedním z nich byl i slib, že se nejstarší dcera a dědička neprovdá bez souhlasu francouzského krále. Roku 1239 Šimon zemřel a Marie se znovu provdala za Matěje z Montmorency. Zemřela roku 1250, byla pohřbena stejně jako Šimon v cisterciáckém klášteře Valloires, nekropoli hrabat z Ponthieu. Hrabství převzala nejstarší dcera Johana.